# Ligne 70 du tramway d'Anvers
La ligne 70 du tramway d'Anvers est une ligne de tramway temporaire qui relie la station MAS du quartier Eilandje au P+R Luchtbal sur des voies alors récemment construites. Mise en service le 15 septembre 2018, elle disparaît en novembre 2019.

## Histoire

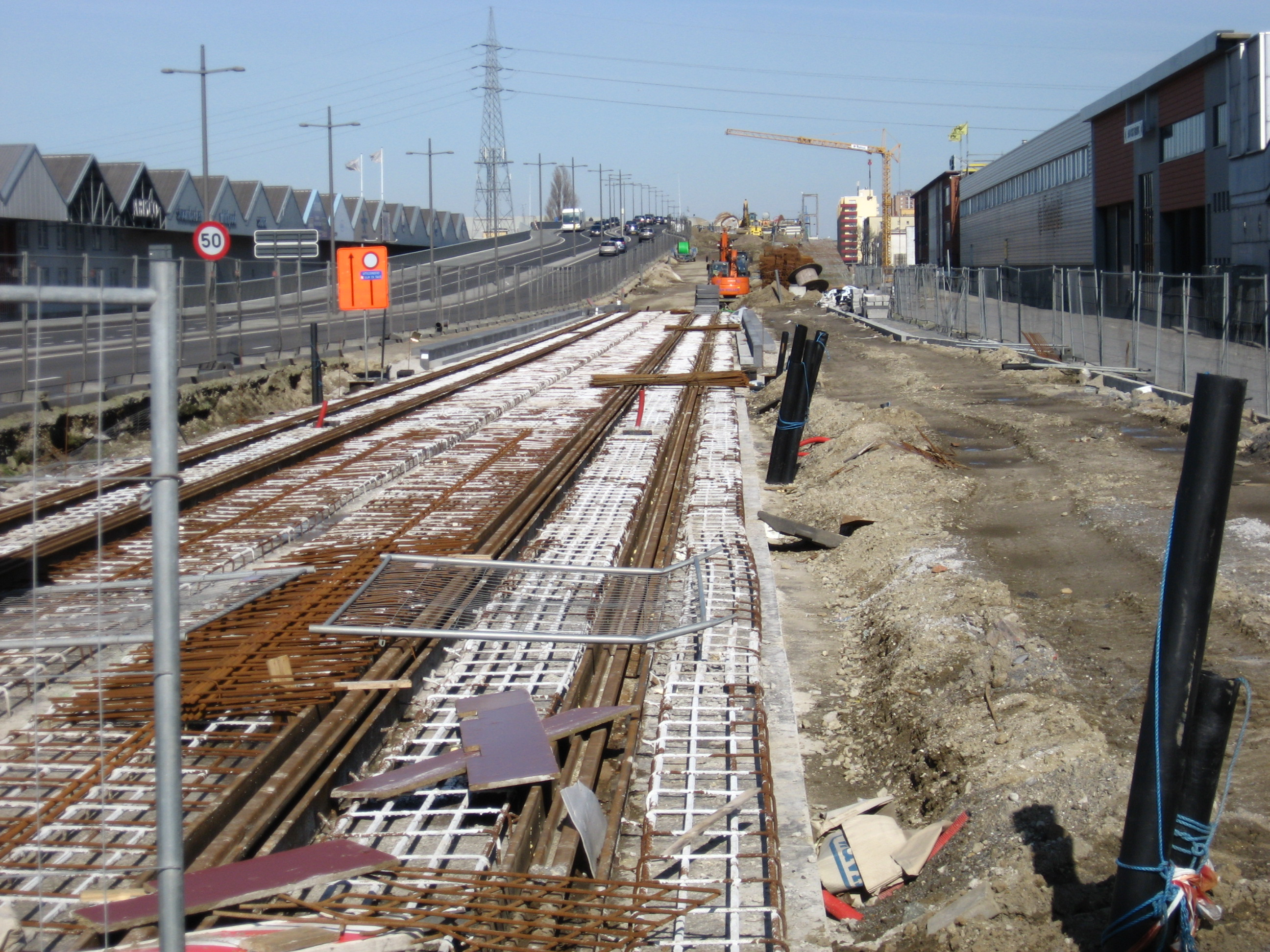
La Noorderlaan et son pont en mars 2010.

Ligne temporaire avant la réorganisation de décembre 2019.
25 mai 2018 : Essais en ligne.
15 septembre 2018 : Mise en service entre Anvers MAS et Anvers P+R Luchtbal; indice 70,.
7 décembre 2019 : suppression, section Noorderplaats - P+R Luchtbal reprise par la ligne 1.
La Société nationale des chemins de fer vicinaux a exploité jusqu'en avril 1961 une ligne de tramway portant le numéro 70 entre Anvers et Ekeren qui longeait la Noorderlaan. 
Les essais débutent le 25 mai 2018. La reconstruction du Noorderlaanbrug de 2009 à 2010 a été l'occasion de poser des voies, même si elles sont restées isolées du réseau durant plusieurs années.
La ligne est mise en service le 15 septembre 2018. Le jour de son inauguration et le lendemain, le poldertram no 9994 assurait des services et conservait l'identifiant 70 de l'époque ; celui-ci est conservé au Vlaams Tram- en Autobusmuseum. Celle-ci est considérée comme un prolongement de la ligne 7, mais a cet avantage de pouvoir être suspendue ou retardée en cas de soucis avec le Londenbrug.
La ligne disparaît en novembre 2019.

## Tracé et stations
La ligne 70 relie la station MAS, sise dans le quartier Eilandje à côté du Museum aan de Stroom à l'extrême-nord du réseau : le parking-relais de Luchtbal.
Cette ligne courte prend son départ à la station MAS, abréviation du Museum aan de Stroom. Cette station est également dénommée Eilandje et est implantée Bataviastraat sur la boucle de retournement. Celle-ci est partagée avec la ligne 7, c'est ainsi que le quai occidental est destiné aux passagers de la ligne 7 et le quai oriental à ceux de la ligne 70. Les tramways d'Anvers sont unidirectionnels, les portes sont situées uniquement du côté droit. Le départ donné, la voie est désormais unique sur le Sint-Laureiskaai sur quelques dizaines de mètres, un aiguillage permet aux tramways de la ligne 7 de partir vers le sud en empruntant le Tavernierkaai tandis que les tramways de la ligne 70 prennent le Rijnkaai puis l'Amsterdamstraat où se trouve la station Amsterdam ; ces voies sont doubles. Le Londenbrug est franchi, un aiguillage vers le nord permet à d'autres tramways de se diriger vers la capitainerie sur une ligne encore en travaux au moment de l'inauguration de la ligne 70. Les tramways s'arrêtent station Londen puis se dirigent Binnenvaartstraat, où une autre jonction triangulaire permet à l'est de poursuivre ; celle-ci permet de séparer les flux afin qu'un retard ne se propage pas à d'autres lignes. Au sud, les voies alors en construction de la ligne 1.
Les tramways longent ensuite la Noorderlaan jusqu'au terminus. Après avoir pris une rampe inclinée ouverte également au trafic des bus, puis traversé la station Noorderlaanbrug, ils empruntent le Noorderlaanbrug où se trouve la station du même nom puis la station Straatsburgdok. Ils arrivent enfin sur le duo de stations Groenendaallaan/Noorderlaan, puis, après la jonction triangulaire amenant depuis l'est les tramways de la ligne 6, Kinepolis/Groenendaallaan, sise à un carrefour très fréquenté. Les tramways remontent ensuite vers le nord, longent le dépôt Punt Aan de Lijn, puis desservent les stations Luchtbal Kerk et Dublinstraat avant d'arriver au terminus dénommé P+R Luchtbal.
Cette station est comme la toute première implantée sur une boucle de retournement. Une voie de garage permet à un tramway d'attendre, tandis que la station possède deux quais indépendants. Le quai occidental est réservé aux tramways de la ligne 70 tandis que le quai oriental l'est pour ceux de la ligne 6.

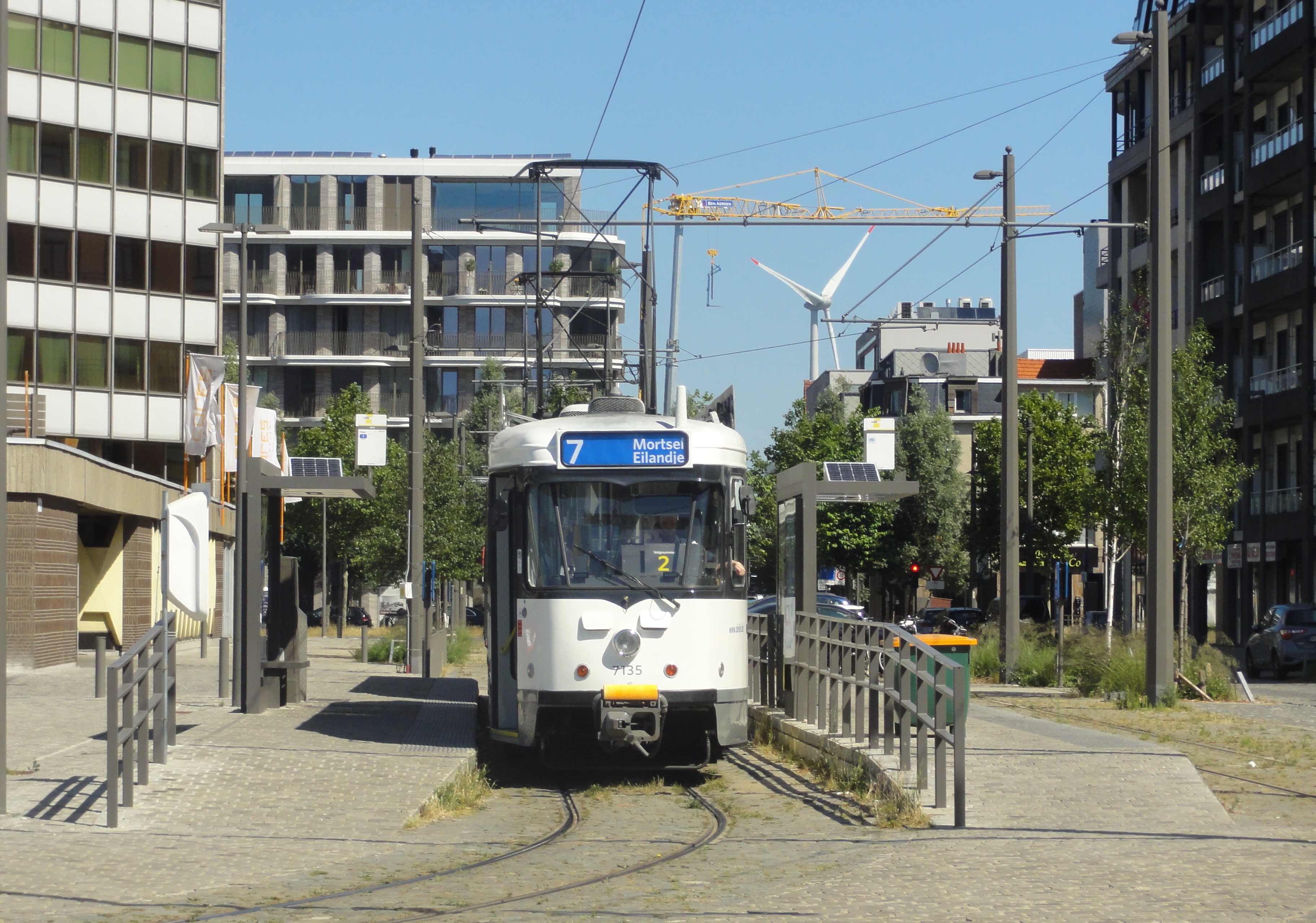
Le terminus commun avec la ligne 7 à Bataviastraat, ici un tramway de cette ligne.
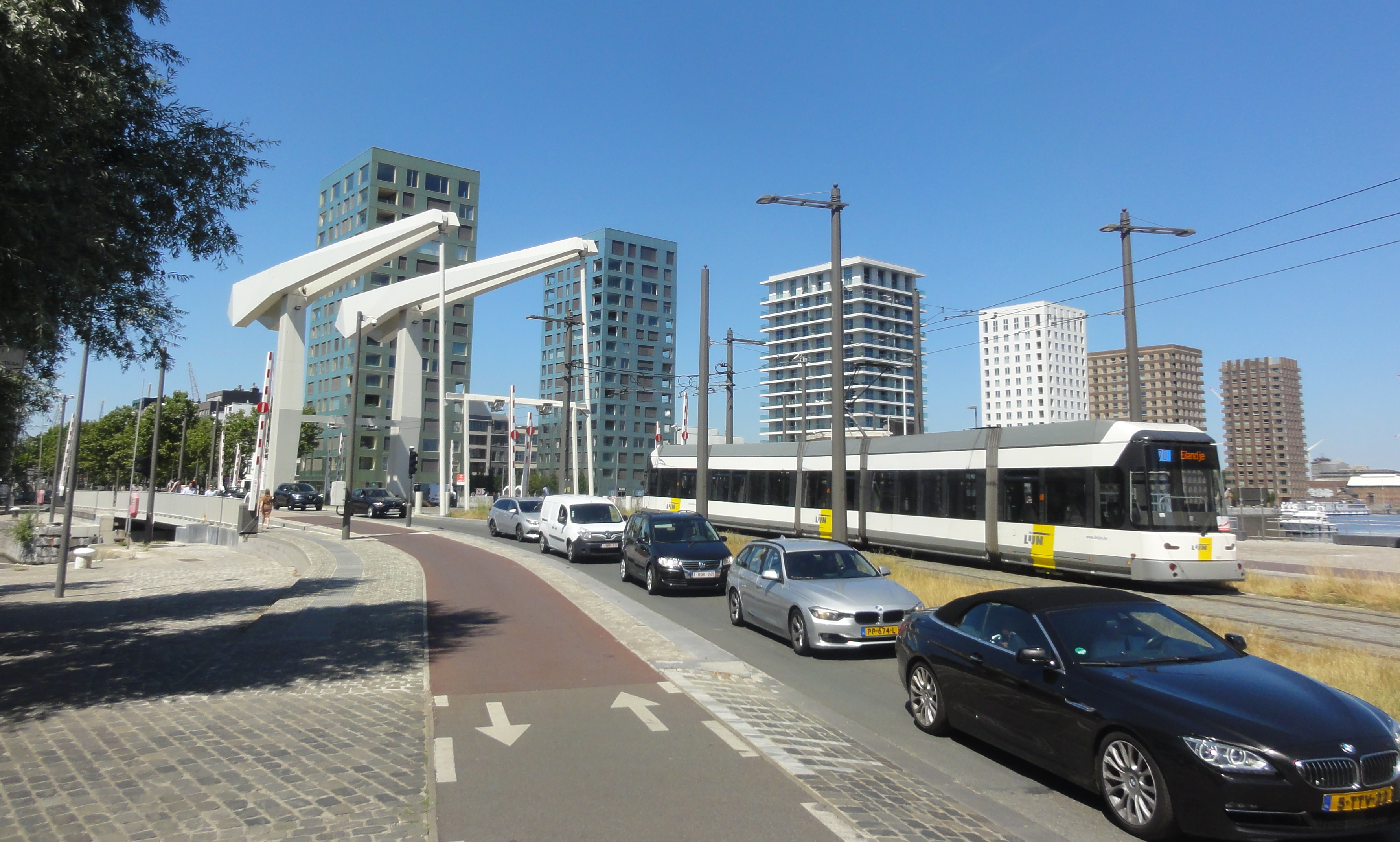
Une rame Hermelijn s'apprête à franchir le Londenbrug.
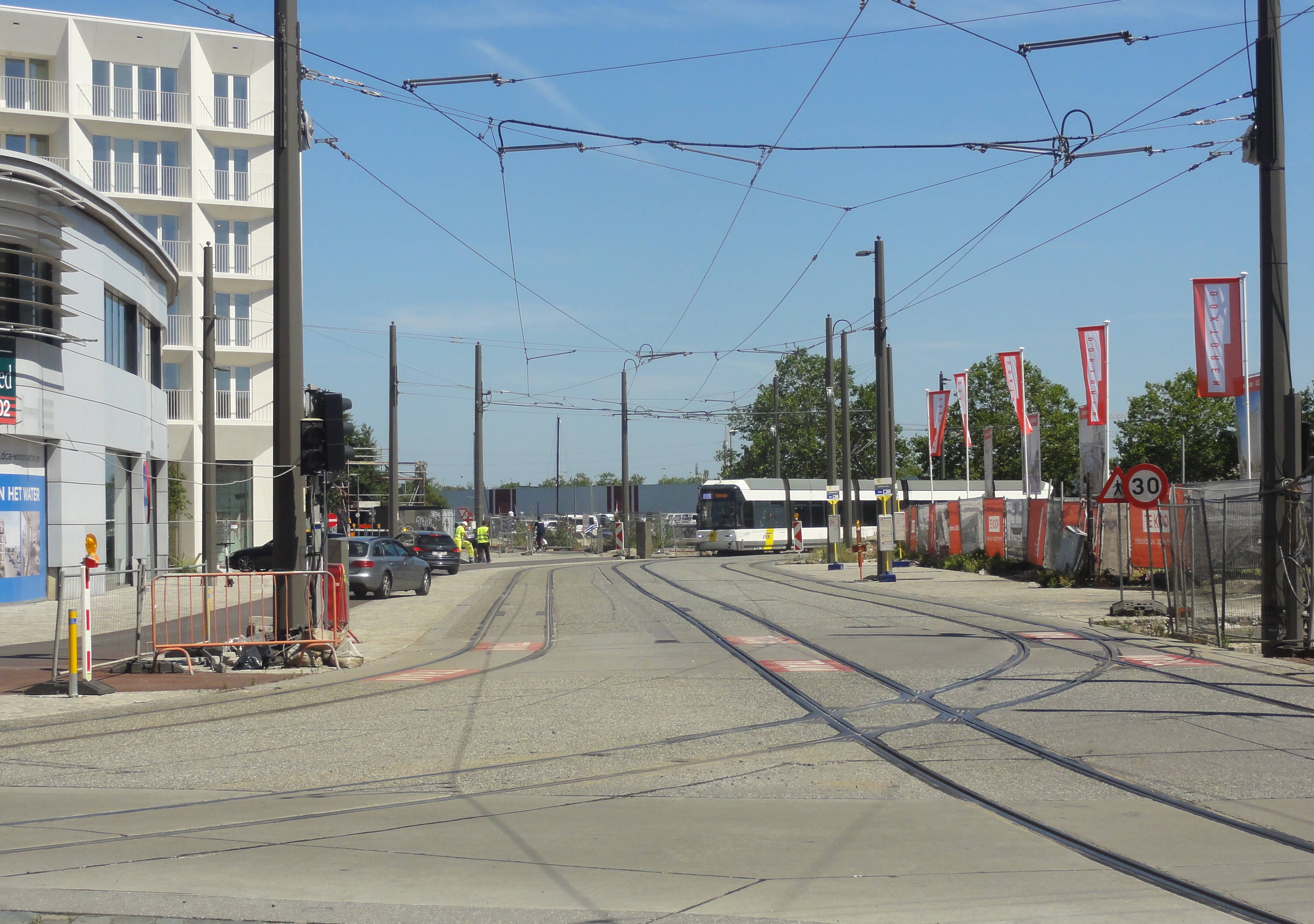
La jonction triangulaire sise Binnenvaartstraat.
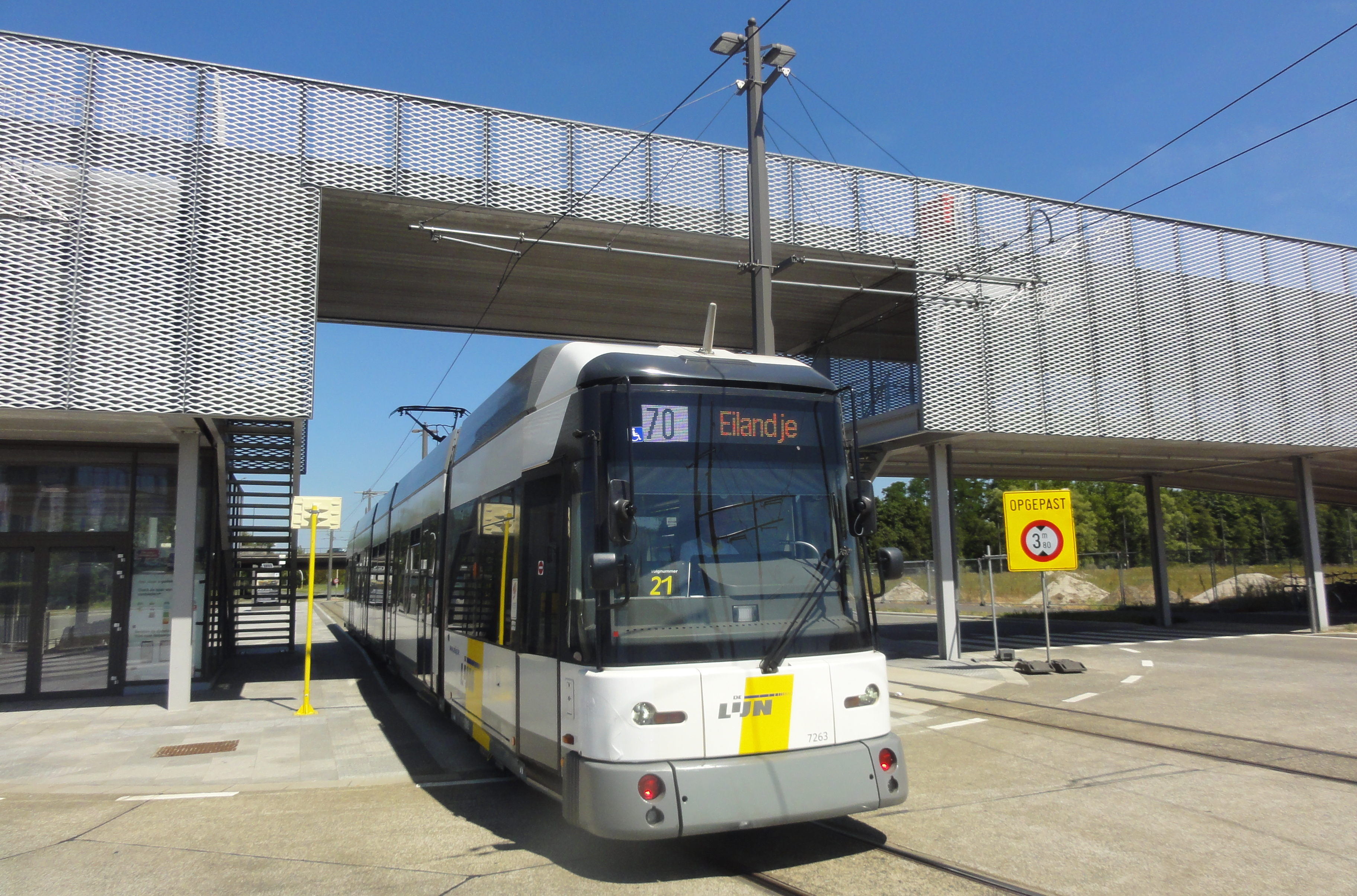
Le terminus P+R Luchtbal sur la Noorderlaan, commun avec la ligne 6.
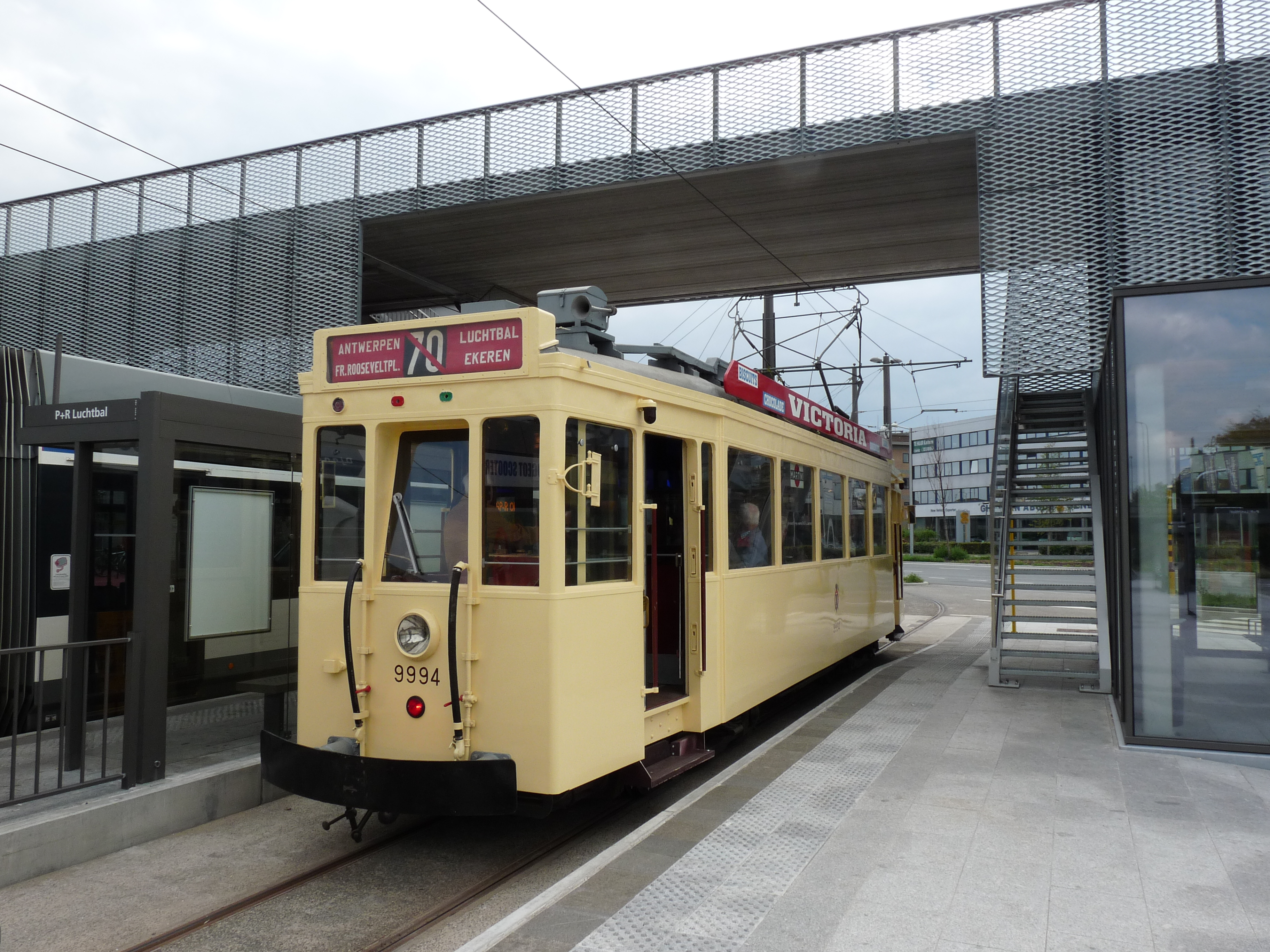
Tram SNCV de type Standard de l'association Poldertram le jour de l'inauguration au terminus P+R Luchtbal.